# Jonquel Jones
Jonquel Orthea Jones (ur. 5 stycznia 1994 we Freeport) – bahamska koszykarka występująca na pozycjach silnej skrzydłowej lub środkowej, posiadająca także bośniackie obywatelstwo, obecnie zawodniczka New York Liberty, w WNBA.
W 2012 zdobyła mistrzostwo USA chrześcijańskich szkół średnich (35-2). Została też uznana za najlepszą zawodniczkę sezonu szkół średnich stanu Maryland (Gatorade Maryland Player of the Year). Wyróżniono ją również tytułami zawodniczki roku - Washington Post All-Met Player of the Year i Gazette Player of the Year. Została wybrana do udziału w meczu gwiazd - WBCA All-America Game oraz zaliczona do I składu turnieju Nike i  NACA.
W 2015 została czwartą zawodniczką w historii rozgrywek konferencji Atlantic 10, która zdobyła tytuł zawodniczki roku konferencji oraz defensywnej zawodniczki roku.
We wrześniu 2018 wystąpiła o możliwość reprezentowania kadry Bośni i Hercegowiny. 15 stycznia 2023 trafiła w wyniku wymiany do New York Liberty.

## Osiągnięcia
Stan na 12 czerwca 2023, na podstawie, o ile nie zaznaczono inaczej.

### NCAA
- Uczestniczka rozgrywek turnieju NCAA (2015, 2016)
- Mistrzyni:
  - turnieju Atlantic 10 (2015, 2016)
  - sezonu regularnego Atlantic 10 (2015, 2016)
- Zawodniczka roku Atlantic 10 (2015)
- Most Outstanding Player (MOP=MVP) turnieju Atlantic 10 (215)
- Defensywna zawodniczka roku Atlantic 10 (2015)
- Zaliczona do:
  - I składu:
    - Atlantic 10 (2015)
    - defensywnego Atlantic 10 (2015, 2016)
    - turnieju Atlantic 10 (2015, 2016)

  - II składu:
    - Atlantic 10 (2014, 2016)
    - Senior CLASS Award All-American (2016)

  - składu WBCA All-America Honorable Mention (2015 przez Associated Press, 2016 przez AP, WBCA)

### WNBA
- Wicemistrzyni WNBA (2019)
- Finalistka pucharu WNBA Commissioner’s Cup (2021)[5]
- Laureatka nagród:
- MBP WNBA (2021)[6]
  - Najlepsza rezerwowa WNBA (2018)
  - Największy postęp WNBA (2017)
- Laureatka WNBA Peak Performers Award (2017 w kategorii zbiórek)
- Zaliczona do:
  - I składu:
    - WNBA (2021)[7]
    - defensywnego WNBA (2019, 2021)[8][9]

  - II składu:
    - WNBA (2017, 2019[10], 2022)
    - defensywnego WNBA (2022)
- Uczestniczka:
  - meczu gwiazd:
    - WNBA (2017, 2019[11], 2021, 2022)
    - kadra USA vs gwiazdy WNBA (2021)[12]

  - konkursu:
    - Skills Challenge WNBA (2019)[13]
    - rzutów za 3 punkty WNBA (2021)[14]
- Liderka WNBA w:
  - zbiorkach (2017, 2019, 2021)[15]
  - blokach (2019)

### Drużynowe
- Mistrzyni:
  - Euroligi (2019, 2021)
  - Rosji (2019–2021)
  - Korei Południowej (WKBL – 2017)[16]
- Wicemistrzyni Chin (WBCA – 2018)[17]
- Zdobywczyni:
  - Pucharu Rosji (2019)
  - superpucharu 
    - Europy (2018, 2019)
    - Rosji (2021)
- Finalistka:
  - Superpucharu Europy (2021)
  - Pucharu Rosji (2020)

### Indywidualne
(* – nagrody przyznane przez portal asia-basket.com)
- MVP:
  - sezonu regularnego ligi*:
    - południowokoreańskiej WKBL (2017)[16]
    - chińskiej (2018)[17]

  - finałów WKBL (2017)
- Najlepsza*:
  - zagraniczna zawodniczka ligi:
    - południowokoreańskiej WKBL (2017)[16]
    - chińskiej (2018)[17]

  - środkowa ligi południowokoreańskiej WKBL (2017)[16]
- Zaliczona do I składu*:
  - ligi:
    - południowokoreańskiej WKBL (2017)[16]
    - chińskiej (2018)[17]

  - najlepszych zawodniczek zagranicznych ligi:
    - południowokoreańskiej WKBL (2017)[16]
    - chińskiej (2018)[17]
- Uczestniczka meczu gwiazd ligi południowokoreańskiej (2017)[16]
- Liderka:
  - strzelczyń ligi południowokoreańskiej (2017)[16]
  - w zbiórkach ligi:
    - południowokoreańskiej (2017)[16]
    - WBCA (2018)[17]

  - w blokach ligi południowokoreańskiej (2017)[16]

### Reprezentacja
- Uczestniczka mistrzostw Karaibów (2014 – 5. miejsce)